# Dicksonfjorden
Le Dicksonfjorden est un fjord de l'Isfjorden au Spitzberg, au Svalbard. 

## Géographie
Il est situé entre la Terre James I et la Terre de Dickson, et doit son nom au baron suédois Oscar Dickson. 